# 壮志站
壮志站是位于黑龙江省大庆市让胡路区喇嘛甸镇富强村的一个铁路车站，邮政编码163712。车站建于1971年，有通让铁路及壮让联络线经过该站，现办理客货运业务，车站及其上下行区间均已电气化。车站距离通辽站416公里，隶属哈尔滨铁路局，是四等站。